# Saint-Quentin-la-Motte-Croix-au-Bailly
Saint-Quentin-la-Motte-Croix-au-Bailly é uma comuna francesa na região administrativa de Altos da França, no departamento de Somme. Estende-se por uma área de 6,91 km², com 1 310 habitantes, segundo os censos de 1999, com uma densidade de 189 hab/km².